# Koszmarne opowieści
Koszmarne opowieści (ang. Creepshow) – amerykańska komediowa antologia grozy sci-fi z 1982 roku w reżyserii George’a A. Romero i z scenariuszem Stephena Kinga, częściowo opartym na jego opowiadaniach. Film powstał hołd dla magazynów komiksowych wydawnictwa EC Comics.

## Fabuła

### Prolog
Małoletni Billy Hopkins zostaje ukarany przez swego surowego ojca za czytanie komiksów Creepshow o tematyce horrorowej. Ojciec wyrzuca komiks do śmietnika, a uziemiony w pokoju Billy życzy mu smażenia się w Piekle. Polepsza mu się humor na widok w oknie Creepa, demonicznej zjawy będącej gospodarzem Creepshow.

### „Father’s Day”
Sylvia Grantham jest na rodzinnym spotkaniu ze swymi siostrzeńcami Richardem i Cass, a także Hankiem – świeżo upieczonym mężem Cass. Na spotkanie przyjeżdża też seniorka rodziny, Bedelia. Hank dowiaduje się, że Bedelia zabiła w Dzień Ojca swojego ojca Nathana, podłego i skąpego starca za to, że zastrzelił jej ukochanego Yarbro na polowaniu. Sylvia, Richard i Cass byli zadowoleni ze śmierci Nathana, ponieważ podział do spadku stał się jednakowy. Od siedmiu lat w rocznicę śmierci ojca Bedelia przyjeżdża corocznie do rodzinnego domu.
Bedelia idzie grzecznościowo na grób Nathana, gdzie zarzuca ojcu że przez niego stała się niezrównoważoną starą panną. Pod wpływem rozlanego whiskey trup Nathana wychodzi z ziemi i dusi Bedelię. Nocą, wciąż oczekując na przyjście Bedelii, Granthamowie zabijają czas przy muzyce. Hank wychodzi na papierosa i przeczuwając obecność Bedelii, kieruje się w stronę rodzinnego cmentarzu Granthamów. Tam trafia na zwłoki Bedelii i ginie zmiażdżony przez niestabilny nagrobek. Granthamowie niecierpliwią się nieobecnością Hanka i Bedelii. Sylvia idzie do kuchni, gdzie Nathan skręca jej kark. Następnie robi z odciętej głowy Sylvii upragnione ciasto na Dzień Ojca. Nathan prezentuje ciasto przerażonym Richardowi i Cass.

### „The Lonesome Death of Jordy Verrill”
- Na podst. opowiadania Weeds opublikowanego w magazynie „Cavalier” w maju 1976[1].

Jordy Verrill, zidiociały wieśniak znajduje na swej farmie pulsujący meteoryt. Podekscytowany wizją wysokiego zarobku ze sprzedaży meteorytu uniwersytetowi dotyka go, lecz się parzy. Schładza więc meteoryt wodą, który po jej wpływem pęka. Załamany Jordy boi się, że uniwersytet nie przyjmie pękniętego meteorytu. Mimo to zabiera go do domu, rozlewając z niego niebieskawą substancję. Dzięki niej wyrasta bujna roślinność.
Podczas oglądaniu telewizji Jordy zauważa w miejsca oparzenia podobną do rośliny pleśń. Chce zadzwonić do lekarza, lecz obawia się, że konieczna będzie amputacja. Widzi, że pleśń pokrywa resztę ciała i ubranie. Wkrótce roślinność zarasta wszystko na farmie, aż wdziera się do wnętrza domu. Z powodu silnego świądu Jordy chce się wykąpać, ale ma wizję swego zmarłego ojca, który odradza mu to, jako że to woda powoduje rozprzestrzenianie się kosmicznej roślinności. Mimo to Jordy wiedząc, że i tak jest skończony zażywa kąpiel w wannie. Rankiem całkowicie zmieniony w roślinę Jordy popełnia samobójstwo strzelając sobie w głowę. Zaraz potem telewizyjna prognoza pogody ogłasza, że przewidywane są umiarkowane temperatury i ulewne deszcze, co oznacza, że przyspieszy to rozprzestrzenianie się pozaziemskiej rośliny na otaczające obszary.

### „Something to Tide You Over”
Psychopatyczny milioner Richard Vickers przychodzi do kochanka swej żony Becky – Harry’ego Wentwortha. Mówi mu, że od dawna wiedział o zdradzie żony, której nigdy nie kochał. Życiową zasadą Richarda jest zawsze zachowanie tego, co „jego”. Odtwarza nagranie głosu Becky, gdzie błaga Harry’ego o pomoc. Obaj mężczyźni udają się do Comfort Point, odosobnionego domu Richarda na plaży. Harry na widok wykopanego dołu natychmiast do niego podbiega. Dół jest pusty, a Richard pod groźbą pistoletu zmusza Harry’ego do wejścia do dołu i samodzielnego zakopania się po głowę.
Vickers pokazuje telewizor, na którym jest Becky w podobnej sytuacji zalewana przez rzekę, zapewniając że wszystko leci na żywo. Harry zostaje pozostawiony na pastwę przypływu, jednak Richard mówi, że przy wstrzymaniu odpowiednio długo oddechu może to przeżyć. Richard w domu ogląda z rozkoszą wysiłki Harry’ego i Becky. Pod koniec dnia idzie na plażę, gdzie widzi telewizor z odciętym kablem. Uważa jednak, że Harry nie przeżył. Nocą tajemniczy głos wywołuje imię Richarda. Ten przeczuwa, że ktoś jest w domu. To Harry i Becky, którzy stali się nieumarłymi, którzy zakopują Richarda po głowę i zostawiają na pastwę przypływu. Aczkolwiek przerażony Richard zarzeka, że jest w stanie długo wstrzymać oddech.

### „The Crate”
- Na podst. opowiadania pod tym samym tytułem opublikowanego w magazynie erotycznym „Gallery” w lipcu 1979[1].

Mike Latimer, dozorca w Horlicks University, podczas porządków odkrywa skrzynię z arktycznej ekspedycji z 1834 roku. Informuje o tym Dextera Stanleya, profesora wydziału zoologicznego, który jest na bogatym przyjęciu. Z kolei najlepszy przyjaciel Dextera, Henry Northrup z wydziału anglistyki mając dość psychicznego znęcania ze strony swej irytującej i zarozumiałej żony Wilmy, fantazjuje o jej zabiciu. Zaskoczony wiekiem skrzyni Dexter wspólnie z Mikiem otwiera ją. W środku jest nadal żywy małpopodobny potwór, który pożera Mike’a. Straumatyzowany Dexter uciekając natyka się na studenta Charliego i wszystko mu opowiada. Niedowierzający Charlie schodzi z nim na dół, ale tam widząc ślady zbrodni przekonuje się o słuszności Dextera, i ginie z rąk potwora.
Dexter ucieka do domu Henry’ego, który oczekiwał jego przyjścia w ramach męskiego wieczoru. Boi się, że zostanie oskarżony o zabicie  Mike’a i Charliego. Henry potajemnie podaje Dexterowi środek nasenny i sam jedzie na uczelnię. Widząc krew, zaczyna jednak ją sprzątać. Tymczasem wraca Wilma do domu i zastaje list, że musiał pilnie przyjechać na uniwersytet, by pomóc w sprawach sercowych Dexterowi. Prosi też, by Wilma również przybyła, jako że zawsze ma rację. Rozbawiona Wilma jedzie na uczelnię, gdzie Henry, pod pretekstem pomocy pobitej przez Dextera studentki, wpycha ją pod skrzynię. Jednak nic się nie dzieje. Wilma wyzywa Henry’ego, gdy nagle pożera ją żywcem wyskakujący z skrzyni potwór. Henry zamyka skrzynię z potworem w środku i wyrzuca ją do jeziora nad kamieniołomami upewniając się, że utonęła. Henry usuwa ślady zbrodni tak, by wyglądało na zaginięcie i następnego dnia dziękuje Dexterowi za wszystko. Tymczasem potwór wydostaje się ze skrzyni.

### „They’re Creeping Up on You!”
Bezwzględny potentat biznesowy Upson Pratt cierpi na mizofobię, przez co mieszka w hermetycznie zamkniętym apartamencie na najwyższym piętrze wyposażonym w elektryczne zamki i monitoring. Pewnej burzliwej nocy Pratt otrzymuje telefon od jednego z jego podwładnych, w sprawie przejęcia przez Pratt International akcji Pacific Aerodyne. Dowiaduje się, że z tego powodu jego rywal biznesowy, Norman Castonmeyer popełnił samobójstwo, ku uciesze Pratta. Jego radość psują pojawiające się karaluchy. Do Pratta dzwoni telefonicznie żona Castonmeyera – Lenora życząca mu jak najgorszego. Kolejny telefon wykonuje nadinspektor jego mieszkania, Carl Reynolds, przebywający obecnie z rodziną na wakacjach w Orlando. Pratt zmusza go pod groźbą zwolnienia do zawiadomienia speca od napraw pana White’a.
Pratt z niepokojem odkrywa, że karaluchów coraz więcej. W końcu White przychodzi i ma natychmiastowo zadzwonić po swoją ekipę dezynsekcyjną. White przedtem idzie naprawić prysznic na innym piętrze. Nagle panuje blackout, a zarazem niezliczone ilości karaluchów opanowują apartament Pratta. Na domiar złego White utyka w windzie. Pratt zamyka się w schronie, ale i tam są karaluchy i pokrywają ciało Pratta powodując u niego atak serca. Kiedy prąd wraca do budynku, mieszkanie jest całkowicie pozbawione karaluchów. Gdy White dzwoni, aby zgłosić się Prattowi. Nie otrzymuje odpowiedzi, gdyż Pratt jest martwy i z jego ciała wyskakują karaluchy.

### Epilog
Rankiem dwóch śmieciarzy widzi leżący na ziemi komiks Billy’ego, który wyleciał z przewróconego podczas burzy kosza na śmieci i zaczyna go przeglądać. Widzą, że zawarty tam formularz zamówienia laleczki voodoo jest wycięty. Nagle ojciec Billy’ego dostaje bolesnej sztywności karku. To sprawka Billy’ego, który radośnie dźga laleczkę voodoo sprawiając ból ojcu z zemsty za wyrzucenie komiksu.

## Obsada
Prolog/Epilog
- Joe Hill – Billy Hopkins
- Tom Atkins – ojciec Billy’ego
- Iva Jean Saraceni – matka Billy’ego
- Marty Schiff – śmieciarz #1
- Tom Savini – śmieciarz #2

Father’s Day
- Ed Harris – Hank Blaine
- Viveca Lindfors – Bedelia Grantham
- Elizabeth Regan – Cass Blaine z d. Grantham
- Warner Shook – Richard Grantham
- Carrie Nye – Sylvia Grantham
- Jon Lormer – Nathan Grantham
  - John Amplas – Nathan Grantham jako trup
- Nann Mogg – pani Danvers
- Peter Messer – Yarbro

The Lonesome Death of Jordy Verrill
- Stephen King – Jordy Verrill
- Bingo O’Malley –
  - ojciec Jordy’ego
  - wykładowca z departamentu meteorytów
  - lekarz

Something to Tide You Over
- Leslie Nielsen – Richard Vickers
- Ted Danson – Harry Wentworth
- Gaylen Ross – Rebecca „Becky” Vickers
- Richard Gere – mężczyzna w telewizji

The Crate
- Fritz Weaver – prof. Dexter Stanley
- Hal Holbrook – Henry Northrup
- Adrienne Barbeau – Wilma „Billie” Northrup
- Darryl Ferrucci – potwór
- Don Keefer – Mike Latimer
- Robert Harper – Charlie Gereson
- Chuck Aber – Richard Raymond
- Christine Forrest – Tabitha Raymond
- Cletus Anderson – gospodarz

They’re Creeping Up on You!
- E.G. Marshall – Upson Pratt
- David Early – pan White
- Mark Tierno – Carl Reynolds (głos)
- Ann Muffly – Lenora Castonmeyer (głos)
- Ned Beatty – George Gendron (głos)

## Produkcja
Reżyser specjalizujący w horrorach George A. Romero i pisarz Stephen King, którzy zdobyli uznanie w swych branżach chcieli zekranizować powieść Kinga Bastion. Jednakże studio Warner Bros. nie wierzyło w obu twórców na tyle, by zapewnić im wysoki budżet. Wówczas Romero i King zaczęli szukać tańszego zastępstwa projektu. Wybór padł na stworzenie antologii filmowej na wzór komiksów grozy wydawnictwa EC Comics, w których Romero i King się zaczytywali w młodości. King w ciągu kilku tygodni napisał scenariusz, dodając dwa wcześniej stworzone przez siebie opowiadania. Warner Bros. zaaprobowało projekt, jednak wciąż oszczędzało pieniędzy na produkcję.
W celu ograniczenia kosztów produkcji Stephen King zagrał jedną z ról, zaś w rolę Billy’ego wcielił się jego syn, Joseph. Romero doradzał Kingowi by grał Jordy’ego jak Struś Pędziwiatr. By dać widzom poczucie wizualnego komiksu, Romero zatrudnił wieloletniego specjalistę od efektów Toma Saviniego, który wraz ze swym 17-letnim asystentem był jedynym członkiem ekipy odpowiadającej za efekty specjalne. Koszmarne opowieści to pierwsza produkcja w karierze Saviniego, gdzie stworzył on w pełni zdalnie sterowaną marionetkę, która powstała do zwizualizowania potwora w segmencie The Crate. Chcąc dać poczucie filmowego komiksu, odtworzone zostały efekty podobne do komiksowych środków wyrazu.
Ray Mendez, entomolog z Amerykańskiego Muzeum Historii Naturalnej, i David Brody zapewnili 20 tys. karaczanów dla segmentu „They’re Creeping Up on You!”. W jego finale wiele z insektów było w rzeczywistości orzechami i rodzynkami.
W tym samym roku powstała komiksowa adaptacja pod tym samym tytułem z rysunkami Berniego i Michele Wrightsonów, wydana przez wydawnictwo Plume (wyd. polskie 2008 Prószyński i S-ka).